# Bistum Lisieux

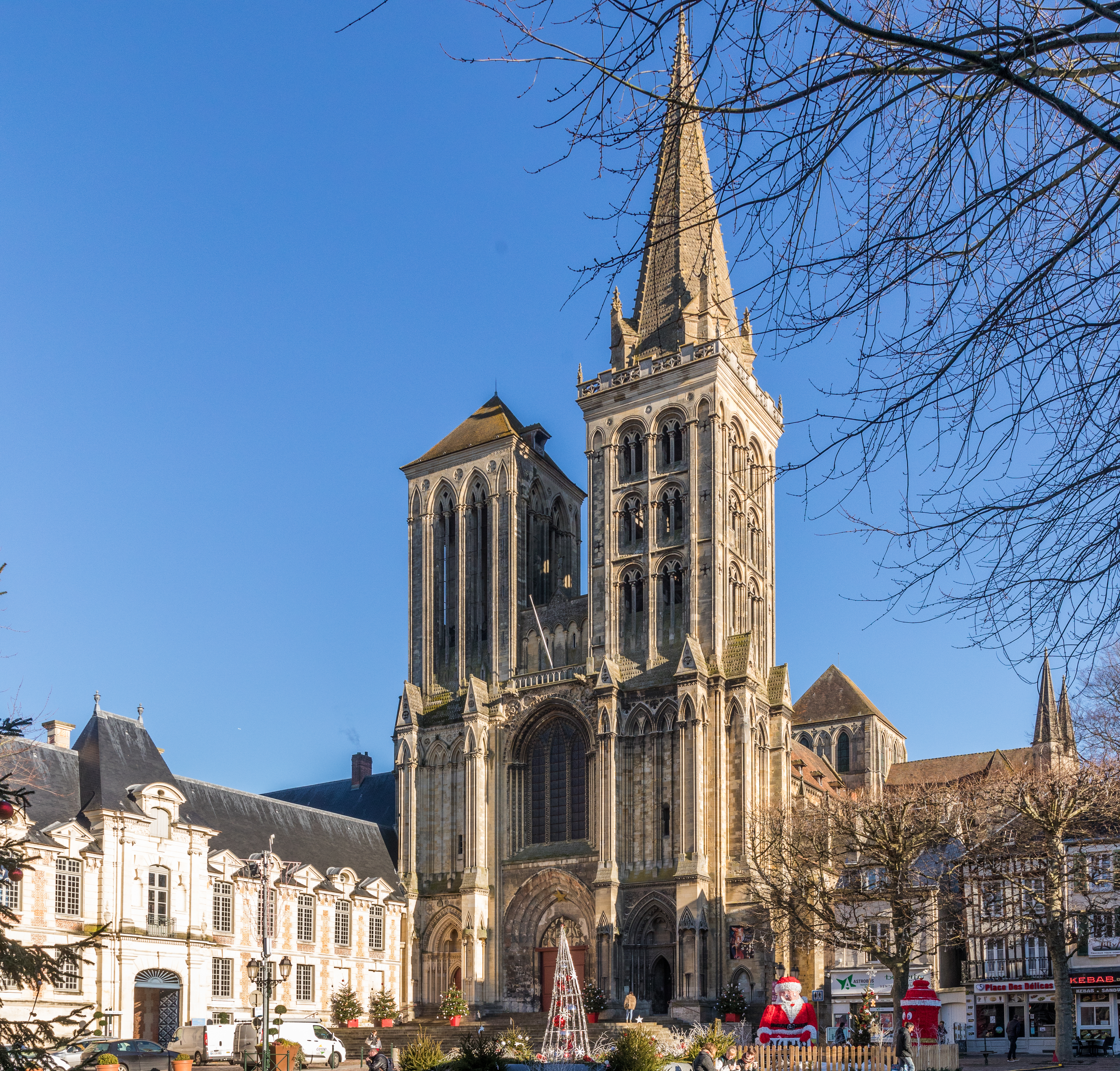
Die Kathedrale St. Peter in Lisieux

Das Bistum Lisieux (lat.: Dioecesis Lexoviensis) war eine in Frankreich gelegene römisch-katholische Diözese mit Sitz in Lisieux. 

## Geschichte
Das Bistum Lisieux wurde im 6. Jahrhundert errichtet. Erster Bischof war Theudobaudis. Das Bistum Lisieux war dem Erzbistum Rouen als Suffraganbistum unterstellt.
Am 29. November 1801 wurde das Bistum Lisieux infolge des Konkordates von 1801 durch Papst Pius VII. mit der Päpstlichen Bulle Qui Christi Domini aufgelöst und das Territorium wurde den Bistümern Bayeux, Évreux und Sées angegliedert.